# Ledebouria socialis
Ledebouria socialis je vytrvalá rostlina z čeledi chřestovité. Roste v suchých savanách v Kapské oblasti Jihoafrické republiky s četnými letními srážkami. Tento druh se vyznačuje malou zploštělou cibulkou, která slouží jako zásobárna vody během období delšího sucha. Poprvé byla popsána v roce 1870 Johnem Gilbertem Bakerem jako Scilla socialis. V roce 1970 byla přeřazena do rodu Ledebouria Johnem Peterm Jossopem.

## Popis
Malá stálezelená rostlina rostoucí v hustém uskupení, kde dokáže přežít jako sukulenty.

## Cibule
Cibule je kapkovitého tvaru, zelené až purpurové barvy s četnými zbytky staré suché cibule, která zabraňuje zbytečnému odparu vody. V průměru mají cibulky 2 až 4 cm.

## Listy
Podlouhlé stříbrné masité listy s četnými zelenými skvrnami o délce asi 10 až 15 centimetrů a šířce 2 centimetry. Listy jsou zespodu tmavě fialové či tmavě modré.

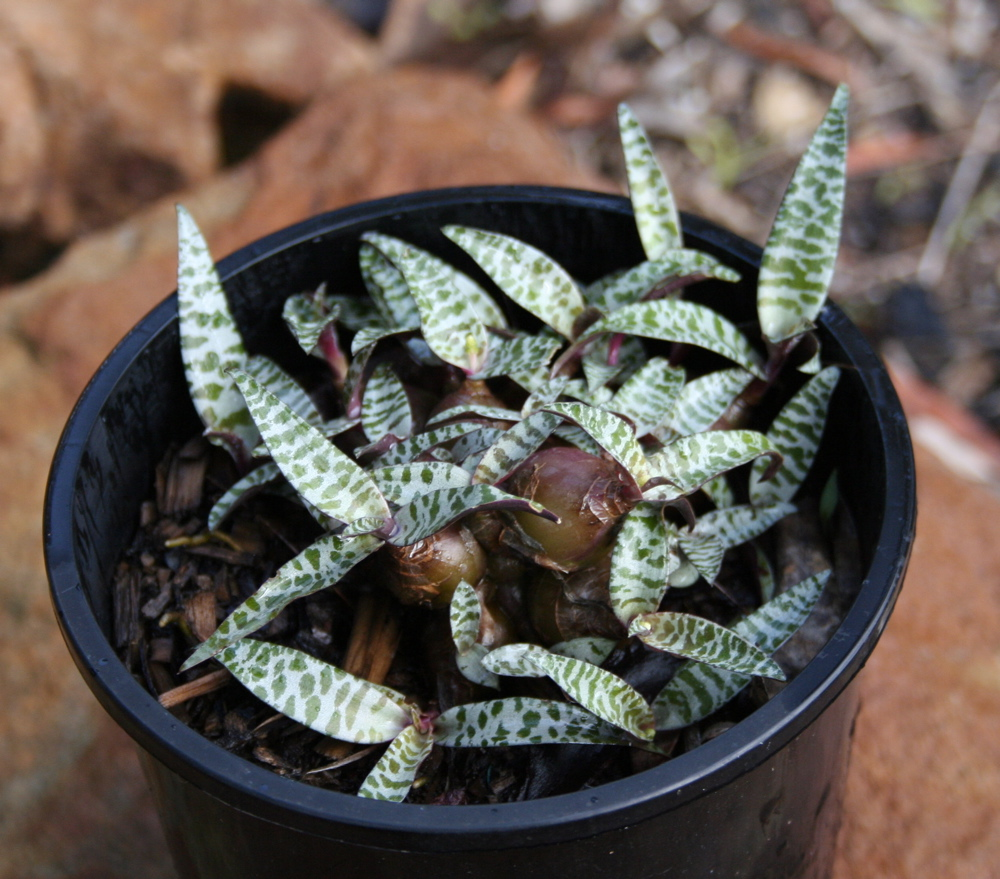
Pěstování ledebourie v květináči

## Květy
Kvete pravidelně na konci jara a v létě. Vytváří květenství s malými zvonkovitými květy. Každý květ má šest okvětních lístků světle zelené barvy s tmavě zeleným středovým pruhem. Blizna pestíku a nitky tyčinek mají fialovou či růžovou barvu. 

## Pěstování
Ledebouria socialis je velice nenáročná rostlina, která se v našem květinářském sortimentu objeví málokdy. V ČR jí můžeme pěstovat jako pokojovou či přenosnou rostlinu, kdy při chladném přezimování (asi 10 °C) zatahuje do cibulky. Naše studené a vlhké zimy by venku nepřežila. Potřebuje slunečné nebo polostinné místo s dobrou propustnou zeminou a každý měsíc přihnojit hnojivem pro pokojové rostliny. Při přesazování je třeba dbát na to, aby polovina cibulky byla nad zemí. Při dobré péči každý rok vykvétá.